# Filomena Telo Delgado
Maria Filomena de Fátima Lobão Telo Delgado é uma socióloga, diplomata e política angolana.

## Carreira
Maria Filomena de Fátima Lobão Telo Delgado nasceu no Huambo e frequentou a Escola Industrial e Comercial Sarmento Rodrigues. Delgado frequentou a Universidade de Calabar, na Nigéria, onde foi premiada em sociologia. É membro do MPLA e da sua afiliada de mulheres, a Organização da Mulher Angolana (OMA). Delgado ocupou muitos cargos na OMA, incluindo o de vice-secretário regional para a África Austral; chefe do escritório de estudos e projetos e diretora da secretaria geral. Continua a ser membro do Comité Nacional da OMA e do Comité de Disciplina e Auditoria, bem como do seu Coordenador da Província de Bengo.
Delgado era membro do Comité de Mulheres Rurais de Angola e do conselho de administração da Associação Humanitária Africana. É também membro do comité do MPLA de psicólogos e sociólogos.
Delgado era vice-ministra do Ministério de Família e Promoção da Mulher do Governo de Angola antes de ser transferida para o Ministério da Agricultura e Desenvolvimento Rural. Ela foi promovida a secretária de Estado em outubro de 2008. Em 2012 foi nomeada Ministra da Família e Promoção da Mulher, permanecendo no cargo até 2017.
Foi embaixadora de Angola na África do Sul.